# Ademar de Monteil
Ademar de Monteil (ou Adhemar, Adhémar, Adémar, Aimar, Aelarz) (1000 – Antáquia, 1 de Agosto de 1098) foi um bispo de Le Puy de 1077 a 1098 e um dos principais personagens da Primeira Cruzada.

## Biografia
Membro de uma família nobre da região de Valença do Ródano, na França, tornou-se bispo de Le Puy em 1077 e realizou uma peregrinação ao Oriente em 1086–1087. Aguerrido defensor e implementador da reforma gregoriana, deu provas de grande entusiasmo pela ideia da cruzada no Concílio de Clermont de 1095 - o papa Urbano II ter-se-á inclusivamente aconselhado com Ademar antes do concílio.
Foi então nomeado legado apostólico e indicado para liderar a cruzada, acompanhando Raimundo IV de Toulouse. Na verdade o papa encarava a cruzada como uma expedição religiosa, pelo que o seu bispo seria teoricamente o verdadeiro líder. Enquanto Raimundo e os outros nobres entravam frequentemente em conflito entre si pela chefia militar da cruzada, Ademar foi sempre reconhecido como o líder espiritual.
A caminho do Levante, Ademar foi ferido por mercenários bizantinos durante algumas escaramuças com as forças imperiais, mas chegou à capital em Abril de 1097. Negociou com Aleixo I Comneno em Constantinopla, restabeleceu alguma disciplina entre os cruzados no cerco de Niceia, e teve um papel crucial a lutar na batalha de Dorileia. Foi também de uma ajuda inestimável ao moral das forças cruzadas durante o cerco de Antioquia através de vários ritos litúrgicos, incluindo jejuns e das observações dos dias santos.
Após a tomada de Antioquia em 3 de Junho de 1098, e do subsequente cerco pelo muçulmano Querboga de Mossul, Ademar organizou uma procissão pelas ruas e mandou fechar os portões da cidade, para que os cruzados, muitos dos quais tomados de pânico, não pudessem desertar. Foi extremamente céptico da descoberta da Santa Lança (a que teria penetrado no flanco de Jesus Cristo na cruz) pelo monge Pedro Bartolomeu, especialmente porque tinha conhecimento de haver uma outra Santa Lança em Constantinopla; no entanto, deixou o exército cruzado acreditar na legitimidade da relíquia pela melhoria do moral que provocava.
Quando Querboga foi derrotado, Ademar organizou um concílio para tentar resolver as disputas dos nobres, mas morreu a 1 de Agosto de 1098, vítima de uma epidemia desconhecida, provavelmente tifo, mas possivelmente também peste ou cólera. A sua morte deixou um vazio na liderança dos cristãos uma vez que, amigo e enviado do papa, era o único líder de autoridade incontestada. As disputas entre os nobres continuaram, pelo que a marcha sobre Jerusalém foi atrasada durante alguns meses.
No entanto, a infantaria, composta pelas classes baixas, continuou a pensar em Ademar como o seu líder. Alguns chegaram a afirmar terem sido visitados pelo seu espírito durante o Cerco de Jerusalém, e afirmaram este lhes ter ordenado a realização de uma procissão ao redor das muralhas da Cidade Santa. Efectivamente, esta foi realizada e Jerusalém foi tomada pelos cruzados em 1099. Ademar nunca tentara impôr a supremacia da Igreja Católica sobre a Igreja Ortodoxa e a sua morte fez aumentar a distância entre Roma e Constantinopla.